# Louis-Marie de La Révellière-Lépeaux
Louis Marie de La Révellière-Lépeaux (1753 – 1824) va ser un diputat de la Convenció Nacional durant la Revolució Francesa. Més tard exercí de líder prominent en el Directori Francès.
Nasqué a Montaigu, Vendée. Estudià Dret a Angers i París, Va ser diputat als Estats Generals de 1789. Va haver de tractar amb les revoltes de Vendée. El 1792 va fer un famós decret en el qual Françaoferia protecció a les nacions estrangeres en la seva lluita per la llibertat.
Malgrat haver votat a favor de la mort de Lluís XVI, no era un extremista. Va ser proscrit pels Girondins el 1793, i es va amagar fins a la revolta del 9 de Thermidor (27 de juliol de 1794). El juliol de 1795 va esdevenir president de l'Assemblea i poc després membre del Comitède la Salut Pública. Finalment va ser president del Directori.
Es va al·liar amb Jean-François Rewbell i en menor grau amb Barras, però odiava Lazare Carnot. Era hostil al cristianisme i proposà substituir-lo per la teofilantropia.
Obligat adimitir pel Cop del 30 Prairial Any VII (18 de juny de 1799), es va retirar.